# 大阪市立神津小学校
大阪市立神津小学校（おおさかしりつ かみつしょうがっこう）は、大阪府大阪市淀川区にある公立小学校。
明治時代初期に当時の西成郡三津屋村（町村制施行で神津村）に設置された小学校を起源とする。学校名の「神津」は、当時の村名の西成郡神津村に由来する。神津の村名は、神崎川と中津川（現在は埋め立てられている）に挟まれた地域の村が合併して発足したことから、神崎川の「神」と中津村の「津」を組み合わせて命名されている。
太平洋戦争の戦災のため、終戦直後に大阪市成小路国民学校（1925年中津第三尋常小学校として創立）を統合している。現在の大阪府立北野高等学校北東敷地～同校北東に隣接するマンションのあたりが旧成小路小学校校地跡である。

## 沿革
明治時代初期の学制発布に伴い、1873年に西成郡三津屋村（現在の淀川区三津屋付近）に第六大区第五小区第一番小学校（三津屋小学校）が設置された。また1876年には西成郡小島村（現在の淀川区十三東付近）に第六大区第四小区第九番小学校（小島小学校）、1877年には西成郡野中村（現在の淀川区野中付近）に第六大区第五小区第二番小学校（野中小学校）が設置された。
1885年5月2日に三津屋・小島・野中の3小学校が合併し、西成郡三津屋村の大恩寺に三津屋小学校が設置された。この時に設置された三津屋小学校が現在の神津小学校の起源となり、同校では3校合併をもって創立と位置づけている。1886年には西成郡三津屋尋常小学校と称した。
1889年の町村制実施に伴い、西成郡三津屋村・小島村・野中村・堀村・今里村・堀上村・新在家村・木川村の8ヶ村が合併し、西成郡神津村となった。三津屋尋常小学校は1899年9月、神津村大字今里49番地の現在地に移転したが、校名は引き続き三津屋を名乗った。
1907年4月には高等科を併置し、西成郡三津屋尋常高等小学校と称した。1922年1月1日付で村の名前をとった神津尋常高等小学校に改称している。
明治時代後期以降の大阪市街地の拡大・産業の発展・1910年の十三駅の開業などを背景に地域が宅地化し、それに伴い児童数も増加し学校が過密傾向となった。そのため1922年7月1日に小島分教場、1924年9月22日付で三津屋分教場をそれぞれ開設した。
神津町（1922年町制施行）は1925年4月1日に大阪市に編入された。これに伴い大阪市神津尋常高等小学校へと改称した。大阪市編入から8ヶ月後の1925年12月1日には、小島分教場は大阪市十三尋常小学校（現在の大阪市立十三小学校）として、また三津屋分教場は大阪市三津屋尋常小学校（現在の大阪市立三津屋小学校）として、それぞれ独立開校した。
1934年9月21日の室戸台風では校舎が半壊し、軽傷者8名を出した。
1936年4月18日には田川分校を設置した。田川分校は1936年6月1日付で大阪市田川尋常小学校（現在の大阪市立田川小学校）として独立した。
国民学校令により、1941年に大阪市神津国民学校となった。太平洋戦争の戦局悪化を背景に、1944年以降初等科児童は学童疎開を実施することになった。集団疎開は各行政区ごとに疎開先の府県が指定され、当時の東淀川区（現淀川区の区域含む）では大阪府北摂地域への疎開が割り当てられた。神津国民学校では池田市への疎開を実施した。
高等科児童については勤労動員がおこなわれた。高等科は1945年、近隣の田川国民学校高等科を統合している。
1945年6月26日の大阪大空襲では、校内に焼夷弾が落下したが延焼は食い止めた。終戦直後には、空襲で被災した福島商業学校（現在の履正社学園豊中中学校・履正社高等学校）、東淀川区役所出張所、大阪市土木出張所が校舎の一部を借用した。
戦災被害の影響で、1946年には大阪市成小路国民学校を統合している。
1947年の学制改革により、大阪市立神津小学校となった。1963年には火災により、木造校舎を焼失している。

### 中津第三（成小路）小学校
現在の淀川区新北野付近はかつて西成郡成小路村と呼ばれ、町村制実施により西成郡中津村（1911年町制施行により中津町）となった。もとは現在の中津と一体の地域だったが、明治時代中期に実施された新淀川の開削工事により中津村は南北に分断され、北部の成小路地域が新淀川北岸の飛地状の地域となった。
中津村の児童は西成郡中津尋常高等小学校（現在の大阪市立中津小学校）に通学していた。新淀川開削以降、成小路地域からは十三橋（十三大橋の前身）を渡って通学することになった。しかし十三橋は車や馬の通行が多いことや、荒天時には強風などで危険などと指摘された。そのため住民らは北部の成小路地域への学校設置を求めた。
1912年には中津尋常高等小学校成小路分教場が設置され、尋常科2年以下の児童が通学するようになった。その後中津町では中津第二尋常小学校が開校し、分教場は1923年に中津第二校の分教場へと移管された。1923年9月には尋常科4年まで収容可能となった。
1925年3月1日に西成郡中津第三尋常小学校として独立開校した。中津町の大阪市への編入に伴い、1ヶ月後の1925年4月1日には大阪市中津第三尋常小学校と称した。
当初は現在の新北野コーポ西側付近（淀川区新北野1丁目11番付近）に校舎があったが、児童数の急増に伴い、1928年に救護施設・大阪府立修徳院跡（現在の淀川区新北野2丁目4番・5番付近）に移転した。この時に建設された木造校舎は当時「大阪市木造校舎の規範」といわれた。1934年の室戸台風では、大阪市内をはじめ府下各地の小学校で木造校舎が倒壊し大きな被害を出した例が相次いだが、成小路校の木造校舎への被害はなかった。
1941年の国民学校令により、大阪市成小路国民学校と称した。1944年には豊能郡箕面村（現在の箕面市）への学童疎開を実施している。
1945年6月7日の大阪大空襲により校舎を全焼した。終戦後の1946年に隣接校区の神津国民学校に統合されて休校となり、そのまま廃校となっている。

### 年表
- 1885年5月2日 - 三津屋村大恩寺内に三津屋小学校を創立。
- 1899年9月 - 現在地に移転。
- 1922年1月1日 - 西成郡神津尋常高等小学校と改称。
- 1922年7月5日 - 小島分校を設置。
- 1924年9月22日 - 三津屋分校を設置。
- 1925年3月1日 - 西成郡中津第三尋常小学校が開校。
- 1925年4月1日 - 大阪市に編入（当時東淀川区）。大阪市神津尋常高等小学校と改称。
- 1926年12月1日 - 小島分校が大阪市十三尋常小学校、三津屋分校が大阪市三津屋尋常小学校として独立開校。
- 1936年6月1日 - 大阪市田川尋常小学校を分離。
- 1941年4月1日 - 国民学校令により、神津尋常高等小学校は大阪市神津国民学校へ、中津第三尋常小学校は大阪市成小路国民学校へ、それぞれ改称。
- 1944年 - 神津・成小路の両校とも学童疎開を実施。
- 1945年5月 - 田川国民学校高等科を神津国民学校高等科に合併。
- 1945年6月7日 - 大阪大空襲で、成小路国民学校は校舎を全焼。
- 1946年4月1日 - 成小路国民学校を統合。
- 1947年4月1日 - 学制改革により、大阪市立神津小学校と改称。
- 1963年3月12日 - 木造西校舎が火事により全焼。
- 1976年7月1日 - 第2グランドを本校用地に買収。

## 通学区域
- 大阪市淀川区 新北野1丁目-3丁目、十三本町1丁目-3丁目、十三元今里1丁目（一部）、十三元今里2丁目（大半地域）、十三元今里3丁目（一部）。

卒業生は大阪市立新北野中学校に進学する。

## 交通
- 阪急電鉄 十三駅 北西へ約700m。